# Anomis stigmatizans
Anomis stigmatizans är en fjärilsart som beskrevs av Fabricius 1775. Anomis stigmatizans ingår i släktet Anomis och familjen nattflyn. Inga underarter finns listade i Catalogue of Life.